# Quiina multiflora
Quiina multiflora är en tvåhjärtbladig växtart som beskrevs av José Cuatrecasas. Quiina multiflora ingår i släktet Quiina och familjen Ochnaceae. Inga underarter finns listade i Catalogue of Life.